# Séchin
Séchin település Franciaországban, Doubs megyében. Lakosainak száma 115 fő (2022. január 1.). Séchin Baume-les-Dames, Breconchaux, Fourbanne, Grosbois és Ougney-Douvot községekkel határos.

## Népesség
A település népessége az elmúlt években az alábbi módon változott:
| Lakosok száma | 41   | 100  | 94   | 125  | 130  | 121  | 113  | 116  | 117  | 115  |
|               | 1968 | 1982 | 1990 | 2006 | 2013 | 2015 | 2017 | 2019 | 2020 | 2022 |